# Baby Alone in Babylone
Baby Alone in Babylone è un album di Jane Birkin, pubblicato nel 1983.

## Tracce
1. Baby Lou
2. Fuir le bonheur de peur qu'il ne se sauve
3. Partie perdue
4. Norma Jean Baker
5. Haine pour aime
6. Overseas telegram
7. Con c'est con ces conséquences
8. En rire de peur d'être obligé d'en pleurer
9. Rupture au miroir
10. Les dessous chics
11. Baby Alone in Babylone (dal terzo movimento della Sinfonia n. 3 di Brahms)

## Musicisti
- Jane Birkin - voce
- Alan Parker: chitarra
- Brian Odgers: basso
- Dougie Wright: batteria
- Jim Lawless: percussioni